# Semjon Kirsanov
Semjon Isaakovitj Kirsanov (ryska: Семён Исаакович Кирсанов), född 1906 i Odessa i Kejsardömet Ryssland död 1972 i Moskva var en sovjetisk poet och krigskorrespondent.